# Die Weihnachtsgans Auguste (Trickfilm)
Die Weihnachtsgans Auguste ist ein Puppentrickfilm des DEFA-Studio für Trickfilme Dresden-Gorbitz von 1984/85 (Anlaufdatum: 19. Dezember 1985) und beruht auf der gleichnamigen Erzählung von Friedrich Wolf.

## Handlung
Kammersänger Löwenhaupt kauft für das bevorstehende Weihnachtsfest eine lebende Gans, die einen guten Braten abgeben soll. Die Familie freundet sich jedoch mit der Gans „Auguste“ an. Keiner will das Tier schlachten oder gar essen. Auch der Kammersänger scheitert und Auguste bleibt in der Familie und wird eine Spielkameradin der Kinder.

## Auszeichnungen
Auf dem Nationalen Festival „Goldener Spatz“ für Kinderfilme der DDR in Kino und Fernsehen 1987 in Gera erhielt der Film den Sonderpreis Goldener Spatz 1987 des Oberbürgermeisters.